# تپه کول فرح
تپه کول فرح مربوط به هزاره اول قبل از میلاد است و در شهرستان ایذه، بخش مرکزی، دهستان حومه شرقی، روستای کول فرح واقع شده و این اثر در تاریخ ۲۵ آبان ۱۳۸۷ با شمارهٔ ثبت ۲۳۷۷۸ به‌عنوان یکی از آثار ملی ایران به ثبت رسیده است.